# Grand météore de 1860
Ne doit pas être confondu avec Grand Météore.
Le grand météore de 1860, ou la grande procession météorique de 1860, s'est produit le 20 juillet 1860. Il s'agit d'un unique phénomène météorique signalé de plusieurs endroits à travers les États-Unis,. Le peintre de paysages américain Frederic Church a vu et peint la traversée du ciel du soir de Catskill par la spectaculaire chaîne de météores et la peignit dans Le Météore de 1860 (The Meteor of 1860),. Il semble que ce soit l'événement évoqué dans le poème Année de météores, 1859-60 (Year of Meteors, 1859-60) de Walt Whitman,.
Cent cinquante ans plus tard, en 2010, il a été déterminé qu'il s'agit d'une procession météoritique provoquée par un bolide rasant.